# 米德韋鎮區 (北卡羅萊納州戴維森縣)
米德韋鎮區（英語：Midway Township）是位於美國北卡羅萊納州戴維森縣的一個鎮區。

## 地方資料
米德韋鎮區的面積為88.31平方千米，皆為陸地。根據2020年美國人口普查的數據，當地共有人口12327人，而人口密度為每平方千米139.59人。